# Bulbamphiascus denticulatus
Bulbamphiascus denticulatus är en kräftdjursart som först beskrevs av Thompson 1893. Enligt Catalogue of Life ingår Bulbamphiascus denticulatus i släktet Bulbamphiascus och familjen Diosaccidae, men enligt Dyntaxa är tillhörigheten istället släktet Bulbamphiascus och familjen Miraciidae. Arten är reproducerande i Sverige. Inga underarter finns listade i Catalogue of Life.